# Camille de Buzon
 (octobre 2016).
Si vous disposez d'ouvrages ou d'articles de référence ou si vous connaissez des sites web de qualité traitant du thème abordé ici, merci de compléter l'article en donnant les références utiles à sa vérifiabilité et en les liant à la section « Notes et références ».
Camille de Buzon, né à Bordeaux le 19 janvier 1885 et mort à Mérignac le 9 novembre 1964, est un peintre français.
Il est le frère du peintre Marius de Buzon (1879-1958).

## Biographie
Rattaché à l'école de Bordeaux, Camille de Buzon est l'élève de Gabriel Ferrier. 
Il réalisa des fresques monumentales de la Bourse du Travail de Bordeaux en 1936-1937 (le Palais Art déco). Il travailla à Bordeaux ainsi qu'en Algérie où il expose régulièrement à Alger entre 1925 et 1937.
Il a enseigné à l'école des beaux-arts de Bordeaux.
Ses œuvres sont exposées au Salon des indépendants de 1920 à 1930.
Le musée des beaux-arts de Bordeaux et le musée d'Aquitaine de Bordeaux conservent quelques-unes de ses œuvres.

## Expositions et œuvres en collections publiques
- Portrait de femme à la robe verte, 1921, musée des beaux-arts de Bordeaux (voir en ligne).
- Le Port de Getaria, 1925, musée des beaux-arts d'Alger.
- Paysage kabyle, 1928, Salon des artistes orientalistes algériens.
- La gloire du port de Bordeaux (fresque du foyer nord de la Bourse du travail), 1938, Bordeaux.